# 58 ق هـ
58 ق هـ هي السنة الثامنة والخمسون السابقة للهجرة النبوية، وهي توافق ما بين سنتي 565 و566 حسب التقويم الميلادي، أي أنها بدأت في سنة 565م وانتهت في سنة 566م.